# Byumba
Byumba je město v severní Rwandě. Nachází se v její Severní provincii, přičemž leží asi 60 kilometrů severně od rwandského hlavního města Kigali a 30 kilometrů jižně od státní hranice s Ugandou. V roce 2012 zde žilo 75 463 obyvatel. Nachází se zde SOS dětská vesnička, pobočka banky BPR Bank Rwanda a Technologicko-umělecká univerzita v Byumbě.